# Норт Масапиква (Њујорк)
Норт Масапиква (енгл. North Massapequa) насељено је место без административног статуса у америчкој савезној држави Њујорк.

## Демографија
По попису из 2010. године број становника је 17.886, што је 1.266 (-6,6%) становника мање него 2000. године.
| Група             | 2000.          | 2010.          |
| Белци             | 18.155 (94,8%) | 16.430 (91,9%) |
| Афроамериканци    | 42 (0,2%)      | 65 (0,4%)      |
| Азијати           | 221 (1,2%)     | 325 (1,8%)     |
| Хиспаноамериканци | 619 (3,2%)     | 968 (5,4%)     |
| Укупно            | 19.152         | 17.886         |